# Uralec Niżny Tagił
Uralec Niżny Tagił (ros. Футбольный клуб «Уралец» Нижний Тагил, Futbolnyj Kłub "Uralec" Niżnyj Tagił) – rosyjski klub piłkarski z siedzibą w Niżnym Tagile w obwodzie swierdłowskim.

## Historia
Chronologia nazw:
- 1946—1949: Dzierżyniec Niżny Tagił (ros. «Дзержинец» Нижний Тагил)
- 1958—1961: Mietałłurg Niżny Tagił (ros. «Металлург» Нижний Тагил)
- 1962—...: Uralec Niżny Tagił (ros. «Уралец» Нижний Тагил)

Piłkarska drużyna Dzierżyniec została założona w 1946 w mieście Niżny Tagił.
W 1946 zespół debiutował w Trzeciej Grupie, strefie uralskiej Mistrzostw ZSRR. W następnym roku awansował do Klasy B, strefy 2. Po zakończeniu sezonu 1949 zespół występował tylko w rozgrywkach lokalnych. Dopiero w 1958 pod nazwą Mietałłurg Niżny Tagił ponownie startował w Klasie B. W 1962 zmienił nazwę na Uralec Niżny Tagił, a w 1963 po reorganizacji systemu lig w ZSRR został zdegradowany do Klasy B, strefy 4, w której występował do 1969. W 1970 po kolejnej reorganizacji systemu lig spadł do niższej Klasy B, strefy 4, a potem powrócił do 3 ligi, która otrzymała nazwę Druga Liga.
W 1990 i 1991 występował w Drugiej Niższej Lidze.
W Mistrzostwach Rosji klub debiutował w Pierwszej Lidze, grupie centralnej, w której występował dwa sezony. W 1994 po reorganizacji systemu lig w Rosji został zdegradowany do Drugiej Ligi, grupy centralnej. W latach 1996–1997 występował Trzeciej Lidze. Od 1998 występował w Drugiej Dywizji, strefie uralskiej.
W sezonie 2006 po 8 kolejce przez problemy finansowe zrezygnował z dalszych rozgrywek na szczeblu profesjonalnym.

## Sukcesy
- Klasa B ZSRR, strefa 4:
  - mistrz: 1960 (4 miejsce w finale)
- Puchar ZSRR:
  - 1/32 finalista: 1976, 1987
- Rosyjska Pierwsza Liga, grupa centralna:
  - 8 miejsce: 1992
- Puchar Rosji:
  - 1/16 finalista: 1993, 1995

## Znani piłkarze
- / Dmitrij Gajewoj
- Michaił Osinow
- / Dmitrij Ustiużaninow